# 梅丽塔·吕恩
梅丽塔·吕恩（德語：Melita Rühn，1965年4月19日—），罗马尼亚女子竞技体操运动员。她曾代表罗马尼亚获得1980年夏季奥运会体操比赛女子团体全能银牌、高低杠和跳马铜牌。